# 淑儀李氏 (朝鮮中宗)
淑仪李氏（：／；—1524年），本贯庆州李氏，为朝鲜中宗的后宫嫔御，父亲是司赡寺佥正李亨臣。原为淑媛，中宗十九年九月二十五日（1524年10月21日，明嘉靖三年）诞下王庶子德阳君李岐，在生产后五天后病逝，终年二十四岁。葬于今京畿道城南市盆唐区宫内洞。